# Herbert H. Read
Herbert Harold Read (* 17. Dezember 1889 in Whitstable; † 29. März 1970) war ein britischer Geologe. Er war Professor für Geologie am Imperial College.
1960 erhielt er die Gustav-Steinmann-Medaille, in Würdigung seiner Verdienste um die Erforschung des Grundgebirges und der Granite (Laudatio). Er initiierte 1948 ein Projekt der Erforschung der Granite von County Donegal, das zur Lebensaufgabe seines Schülers Wallace S. Pitcher werden sollte. Ursprünglich wollte Read damit seine Granitisierungs-Theorie beweisen (Umwandlung umgebender Gesteine durch granitische Schmelzen in Granite), die sich aber in diesem Fall als falsch herausstellte.
Er war Fellow der Royal Society (1939) und Fellow der Royal Society of Edinburgh sowie der Geological Society of London, deren Präsident er 1947/48 war. Im Dezember 1953 wurde er als assoziiertes Mitglied in die Académie royale des Sciences, des Lettres et des Beaux-Arts de Belgique und 1954 als korrespondierendes Mitglied in die Académie des sciences aufgenommen. 1963 erhielt er die Royal Medal der Royal Society für herausragende Beiträge zum Verständnis der Gesteinsmetamorphose und des Ursprungs des Granits. Er erhielt außerdem die Bigsby Medal und Wollaston-Medaille (1952) der Geological Society of London und die Penrose-Medaille (1967) der Geological Society of America.
Ihm zu Ehren benannt sind die Read Mountains im ostantarktischen Coatsland.

## Schriften
- Geology. An introduction to earth history, Oxford University Press 1949
- mit Janet Wilson Introduction to Geology, Wiley 1962, 2. Auflage, Macmillan 1968
- British regional geology: The grampian highlands, H. M. Stationery Office, Edinburgh 1935, 1948
- The granite controversy; geological addresses illustrating the evolution of a disputant, London, T. Murby 1957
- mit Janet Wilson Beginning Geology, Macmillan, 1966, 1978
- als Bearbeiter von Frank Rutley Introduction to Mineralogy, London, T. Murby, zum Beispiel 19. Auflage 1916, 24. Auflage 1948, 26. Auflage 1970